# Rudno (powiat przysuski)
Rudno – wieś w Polsce położona w województwie mazowieckim, w powiecie przysuskim, w gminie Borkowice. Ma status sołectwa.
Prywatna wieś szlachecka, położona była w drugiej połowie XVI wieku w powiecie radomskim województwa sandomierskiego. W latach 1975–1998 miejscowość należała administracyjnie do województwa radomskiego.
Wierni Kościoła rzymskokatolickiego należą do parafii Świętego Krzyża w Borkowicach.